# Sparatoria alla sede di YouTube
La sparatoria alla sede di YouTube si è verificata il 3 aprile 2018 nella sede del sito di condivisione video e social YouTube a San Bruno, in California. L'autrice era Nasim Najafi Aghdam, donna iraniana di 38 anni che è entrata da un parcheggio esterno, si è avvicinata a un patio esterno e ha sparato con una pistola semiautomatica. Aghdam ha ferito tre persone, una in modo critico, prima di suicidarsi con la sua pistola.

## Sparatoria
Alle 12:46 PDT, la polizia di San Bruno ha ricevuto segnalazioni di una sparatoria alla sede di YouTube. L'arma usata dall'autrice aveva una capacità di 10 colpi e svuotò un caricatore prima di ricaricarla. Un filmato di un elicottero ha mostrato un grande buco vetri rotti nelle porte dell'atrio dell'edificio. Un medico legale ha rivelato che Aghdam è morta di un colpo di pistola autoinflitto al cuore.

## Autrice
La polizia ha identificato l'autrice come Nasim Najafi Aghdam, attivista vegana di origini irano-azere. Era nata a Urmia, in Iran, la sua famiglia è immigrata dall'Iran all'Azerbaigian. Poi Aghdam è immigrata con la famiglia negli Stati Uniti nel 1996. Ha vissuto alla Riverside County, in California e ha pubblicato contenuti su Facebook, Instagram, Telegram e YouTube in persiano, azero, turco e inglese. I suoi contenuti sono diventati virali sui social iraniani e ha attirato attenzione. Ha protestato con la PETA contro l'uso dei maiali nelle procedure di addestramento nel United States Marine Corps per le vittime di traumi.
Aghdam ha comprato una pistola semiautomatica da 9 mm dal commerciante di armi The Gun Range San Diego il 16 gennaio 2018. Il 31 marzo 2018 la famiglia di Aghdam ha denunciato alla polizia la scomparsa. Secondo suo padre, Aghdam odiava YouTube, e la famiglia era preoccupata che Aghdam potesse andare alla sede del sito.
La mattina prima della sparatoria, la polizia ha trovato Aghdam che dormiva in auto in un parcheggio di un Walmart a Mountain View, 40 km dal sud della sede di YouTube. La polizia non l'ha identificata come una minaccia, e non è chiaro se fossero consapevoli delle preoccupazioni del padre di Aghdam.
Aghdam accusava YouTube di "discriminare e filtrare" i suoi canali. Si è lamentata di YouTube sul suo sito, scrivendo "Youtube ha filtrato i miei canali per impedirgli visualizzazioni!" e che l'azienda le ha demonetizzato molti dei suoi video.
Suo padre ha detto che la figlia era un'"attivista vegana e amante degli animali" che gli ha detto che YouTube le ha censurato i video e ha smesso di pagare i suoi contenuti. Ha anche detto che Aghdam era arrabbiata. Il canale YouTube di Aghdam includeva strani video di allenamento, video espliciti contro gli abusi sugli animali e tutorial di cucina.

## Vittime
Il San Francisco General Hospital e il Stanford University Medical Center hanno curato quattro vittime: un uomo di 36 anni in condizioni critiche, una donna di 32 anni in condizioni serie e una donna di 27 anni in condizione stabile. Una donna si è ferita alla caviglia mentre fuggiva.

## Reazioni
L'allora presidente statunitense Donald Trump ha twittato "I nostri pensieri e preghiere sono rivolti a tutti i soggetti coinvolti. Grazie ai nostri fenomenali ufficiali delle forze dell'ordine e ai primi soccorritori che attualmente sono sulla scena". Gli altri politici che hanno espresso condoglianze erano il vicepresidente Mike Pence, la leader della minoranza della camera dei rappresentanti degli Stati Uniti Nancy Pelosi e la senatrice della California Dianne Feinstein.
L'allora CEO di YouTube Susan Wojcicki ha scritto su Twitter:
Il CEO di Google Sundar Pichai ha scritto sempre su Twitter i suoi sentimenti, e ha anche mandato un'email ai suoi dipendenti considerando la sparatoria come una "tragedia non immaginabile" e un "orrifico atto di violenza".
Tim Cook e Jeff Bezos, CEO rispettivamente di Apple e Amazon hanno anche loro espresso le loro condoglianze. L'allora CEO di Twitter Jack Dorsey, il CEO di Uber Dara Khosrowshahi e il CEO di Box Aaron Levie hanno chiesto una legislazione più rigorosa sul controllo delle armi. Su Twitter è stato usato l'hashtag #CensorshipKills per accusare la sparatoria e interpretare l'autrice come una martire di libertà di parola.